# Diecéze Port-Vila
Diecéze Port-Vila (lat. Diocesis Portus Vilensis, franc. Diocèse de Port-Vila) je římskokatolická diecéze. Leží na území Vanuatské republiky. Sídlo biskupství i katedrála Sacré-Cœur de Port-Vila se nachází ve městě Port Vila. Diecéze je součástí církevní provincie Nouméa.
Od 18. listopadu 2009 je diecézním biskupem Mons. Jean Baremes.

## Historie
Apoštolská prefektura Nové Hebridy (dnešní Vanuatská republika), byla založena 9. února 1901 a na apoštolský vikariát byla povýšena 22. března 1904.
K 21. červnu 1966 byl apoštolský vikaritát povýšen na diecézi Port-Vila.
Diecéze Port-Vila je sufragánem arcidiecéze Nouméa.